# Fascículo grácil

Tratos da medula espinhal

O fascículo grácil (trato de Goll) é um ramo de fibras de axônio na medula espinhal dorsomedial que carrega informações sobre toque fino, vibrações e propriocepção consciente da parte inferior do corpo para o tronco cerebral.
Fascículo grácil es una rama de fibras axónicas en la médula espinal dorsomedial que transporta información sobre el tacto fino, la vibración y la propiocepción consciente desde la parte inferior del cuerpo hasta el tronco encefálico.